# 李宇樑
李宇樑（葡萄牙語：Lei I Leong，1955年—）是澳門劇作家，曾居加拿大，現為澳門文化藝術總監。李宇樑的作品主要為劇本，作品有《倒數十八的男孩》、《紅顔未老》（澳門2006年藝術節公演作品）。